# Morchella punctipes
Espèce
Morchella punctipes est une espèce de champignons du genre Morchella et de la famille des Morchellaceae dans l'ordre des Pezizales.

## Comestibilité
Excellent comestible.